# Az Amerikai Egyesült Államok spanyol nyelvhasználata
Az Amerikai Egyesült Államok spanyol nyelvhasználata alatt a spanyol nyelv USA-ban beszélt változatait értjük. Az Amerikai Egyesült Államokban az 1990-es népszámlálás szerint mintegy 40 000 000 spanyol ajkú él. A főbb nyelvjárási területek: Kalifornia, Új-Mexikó, Texas és Louisiana (nem számítva az utóbbi időkben bevándorolt latinokat). A Egyesült Államokban használt spanyol nyelvjárások vizsgálata során két alapvető problémával kell szembesülni.
- Egyfelől, azokon a területeken, ahol történelmileg a spanyol volt a népesség anyanyelve a gyarmati időkből, mára az angol csaknem teljes mértékben kiszorította.
- Másfelől, a jelenlegi spanyol nyelvű népesség legnagyobb részét viszonylag újonnan letelepedett – többnyire mexikói – bevándorlók teszik ki, akik saját nyelvjárásaikat vitték magukkal; ezen túlmenően számolni kell azzal is, hogy ahol az eredetileg kifejlődött spanyol nyelvjárásra egy, a bevándorlók által hozott utóbbi rátelepedett, egy harmadikféle nyelvváltozat alakulhatott ki.

Következésképpen az Egyesült Államok vonatkozásában nehéz a nyelvtörténeti értelmében vett spanyol nyelvjárásokról beszélni, illetve ilyen nyelvhasználókat találni. A spanyol nyelv helyzetét még inkább nehezíti, hogy semmilyen hivatalos elismerést, sem támogatást nem élvez az országban, és az oktatásban is csak az angolt használják, amely jelentős mértékben visszaszorította és eltorzította az ottani spanyol nyelvet.

## Általános jellemzők
Az Egyesült Államokban használt spanyol jellege nagymértékben függ a bevándorlók származásától, akik főleg Mexikóból érkeztek. A nyelvjárások általánosságban falusi, archaikus jellegűek. Az angol nyelv erős hatása elsősorban a szókincsben mutatkozik, de vannak jelei a hangrendszerben is (például a v labiodentális ejtése bizonyos területeken). Az alábbi táblázat példaként a texasi spanyol különböző kifejezéseit mutatja az autó világából, összehasonlítva a sztenderd spanyolországi, a Puerto Ricó-i és a mexikói használattal.
| Spanyolországi spanyol  | Puerto Rico | Mexikó           | Texas      | Jelentés         |
| ----------------------- | ----------- | ---------------- | ---------- | ---------------- |
| automóvil               | carro       | carro            | mueble     | ’autó’           |
| rueda                   | goma        | llanta           | rueda      | ’kerék(abroncs)’ |
| conducir                | guiar       | manejar          | arrear     | ’vezetni’        |
| freno                   | freno       | freno            | manea      | ’fék’            |
| frenar                  | frenar      | frenar           | manear     | ’fékezni’        |
| volante                 | guía        | manijera         | rueda      | ’kormánykerék’   |
| portaequipajes          | baúl        | cajuela          | petaca     | ’csomagtartó’    |
| parabrisas              | cristal     | parabrisas       | windshield | ’szélvédő’       |
| escobilla               | wiper       | limpiaparabrisas | wiper      | ’ablaktörlő’     |
| cinturón (de seguridad) | cinturón    | cinturón         | seatbelt   | ’biztonsági öv’  |
| amortiguadores          | resortes    | amortiguadores   | springs    | ’lökhárító’      |

Mint a táblázatból látható, a texasi spanyol archaikus és népies voltát jellemzi a falusi élettel kapcsolatos fogalmak átültetése az autós szakzsargonba (eredeti jelentésük a sztenderd spanyolban: mueble = ’bútor, ingóság’; arrear = ’[állatot] hajtani’; manea, manear = ’béklyó, megbéklyózni’; rueda = ’kerék’; petaca [azték jövevényszó] = ’bőrzsák’), míg azon új dolgok jelölésére, amelyek az ökörhajtással kapcsolatban nem léteztek, angol szavakat használnak. A példákból szintén leszűrhető, hogy azokban az országokban, ahol a spanyol (is) hivatalos nyelv és létezik oktatás ezen a nyelven, általános köznyelvi szavakat használnak még a modern technikai eszközökre is, ahol viszont nincs spanyol nyelvű oktatás, ott a népies nyelv szavait adaptálják rájuk, vagy, amennyiben ez nem lehetséges, közvetlenül az angolból veszik át őket.
Külön említést érdemel Louisiana állam, ahol a többi spanyol ajkú területtől eltérően Kanári-szigeteki spanyolok telepedtek le a 18. században. Ebből következően az egyetlen olyan nyelvjárási területnek mondható az USA-ban, ahol még a gyarmati időkből fennmaradt spanyolok leszármazottai élnek. A louisianai nyelvváltozat meglehetősen élő, kifejezésekben gazdag, az angol nyelv erre volt hatással a legkevésbé.

## Külső hivatkozások
- Academia Norteamericana de la Lengua Española (Észak-Amerikai Spanyol Nyelvi Akadémia)
- Asociación de Academias de la Lengua Española (Spanyol Nyelvi Akadémiák Egyesülete)
- Jergas de habla hispana – online spanyol nyelvjárási és szlengszótár